# Slony-I
Slony-I は PostgreSQL データベース管理システム のための非同期マスタスレーブ・レプリケーション・システムである。多段構成やフェイルオーバーの機能をサポートしている。

## 機能
非同期
更新が可能なマスタノードは同時には1つのみであり、そこでコミットされたトランザクションは非同期にスレーブノードに反映される。更新の反映には若干の遅延を伴う。
多段構成
スレーブノードは異なるクラスタ・セットのマスタとして振舞うことができる。
異なるバージョン間のレプリケーション
PostgreSQL の他の多くのレプリケーション・システムと異なり、Slony-I は PostgreSQL の異なるバージョンに対して使用することができる。そのため、データベースを停止することなくアップグレードすることができる。ただし、バージョン 2.0.0 は PostgreSQL 8.3 以降のみに対応している。

## 名称の由来
"slony" という名前は ロシア語 で "ゾウ" を意味する単語слоныから来ている。 PostgreSQL はロゴとしてゾウを採用しており、主要開発者であるヴァディム・マトヴェーフがそれを尊重してこの名前を付けた。各モジュールもゾウにちなんで名付けられている：
slony
ゾウを意味する単語の複数形である。複数のデータベースを用いるクラスタであることを示している。
slon
ゾウを意味する単語の単数形である。レプリケーション・ノードはそれぞれ "slon" と呼ばれるプログラムにより管理される。複数の slon が "ゾウの群れ" として協調動作する。
slonik
"子ゾウ" を意味する単語である。クラスタの設定を管理するためのプログラムである。子ゾウが群れの方向を定めることを反映している。